# Maria Laura Paxia
Maria Laura Paxia (Catania, 20 febbraio 1973) è una politica italiana.

## Biografia
Si è laureata in Scienze dell'informazione con 110 e lode presso l'Università degli Studi di Catania. per poi perfezionarsi presso la New York University.
Da sempre si è occupata di comunicazione online, di misurazione dei media digitali ed in generale di progetti innovativi, per i quali ha ottenuto riconoscimenti a livello nazionale ed internazionale. Nel 2002 riceve un premio dal Ministero delle Comunicazioni per il suo contributo al Web, con lo sviluppo di ImetriX.
Nel 2007 entra nel board internazionale della Digital Analytics Association rappresentando l’Europa come “Director at large”.
Nel 2012 crea Social Media TV, un sistema per la misurazione delle interazioni tra social media e trasmissioni televisive.
Infine nel 2015 Laura Paxia crea imetrixBi per la lotta alla contraffazione online e alla pirateria digitale.

### Attività politica
Alle elezioni politiche del 2018 viene eletta alla Camera dei Deputati nel collegio uninominale di Catania, sostenuta dal Movimento 5 Stelle.
Il 19 febbraio 2021 non vota la fiducia al Governo Draghi e lascia il Movimento 5 Stelle, aderendo al gruppo misto. Il 23 febbraio aderisce alla componente del L'Alternativa c'è, ma il 20 maggio successivo passa ai non iscritti.

### Attività Parlamentare - Proposte di legge primo firmatario
- Contrasto alla contraffazione e al contrabbando
- Tetto interruzioni pubblicitarie e minori
- Contrasto al bullismo e cyberbullismo
- Agenzia nazionale per la tutela dei prodotti italiani
- Indennità di maternità in favore delle atlete
- Abolizione del canone di abbonamento RAI